# Вебслужба

Вебслужба, вебсервіс (англ. web service) — програмна система, що ідентифікується URI, і публічні інтерфейси та прив'язки якої визначені та описані мовою XML. Опис цієї програмної системи може бути знайдено іншими програмними системами, які можуть взаємодіяти з нею відповідно до цього опису з використанням повідомлень, що базуються на XML та передаються за допомогою інтернет-протоколів.
Термін «вебслужба» введено організацією W3C і застосовується до багатьох різних систем, але в основному термін стосується клієнтів та серверів, що взаємодіють за допомогою повідомлень протоколу SOAP. В обох випадках припускається, що існує також опис доступних операцій у форматі WSDL. Хоча наявність цього опису не є вимогою SOAP, а радше передумовою для автоматичного генерування коду на платформах Java та .NET на стороні клієнта.

## Стандарти, що використовуються вебслужбами
- XML: Розширювана мова розмітки, призначена для зберігання і передачі структурованих даних;
- SOAP: Протокол обміну повідомленнями на базі XML;
- WSDL: Мова опису зовнішніх інтерфейсів вебслужби на базі XML;
- UDDI: Універсальний інтерфейс розпізнавання опису та інтеграції (Universal Discovery, Description, and Integration). Каталог вебслужб і даних про компанії, що надаються вебслужби для загального користування або конкретним компаніям.

## Переваги вебслужб
- Вебслужби забезпечують взаємодію програмних систем незалежно від платформи
- Вебслужби базуються на відкритих стандартах та протоколах. Завдяки використанню XML досягається простота розробки та відлагодження вебслужб
- Використання інтернет-протокола HTTP забезпечує взаємодію програмних систем через міжмережевий екран

## Недоліки вебслужб
- Більш низька продуктивність у порівнянні з технологіями CORBA, DCOM за рахунок використання текстових XML повідомлень

## Платформи
Веб сервіси розгортаються на серверах прикладних програм. Приклади серверів прикладних програм:
- Axis і Tomcat (обидва є проєктами Apache).
- Mono development platform від Novell
- Microsoft .NET сервери від Microsoft
- Java Web Services Development Pack (JWSDP) від Sun Microsystems (оснований на Jakarta Tomcat)
- Zope є об'єктно орієнтованим сервером вебзастосунків, написаним на Python
- WebSphere Application Server від IBM (оснований на Apache і платформі J2EE)
- ColdFusion від Macromedia
- Cordys WS-AppServer
- infoRouter Document Management software Web Services API
- DotGnu від GNU Project
- JOnAS (є частиною ObjectWeb Open Source initiative)
- WebLogic від BEA Systems
- Web Application Server від SAP (Web AS є ключовою частиною стека SAP NetWeaver)
- Pramati Application Server від Pramati Technologies Limited
- OpenEdge Platform від Progress Software
- Oracle Application Server від Oracle Corporation
- Zend Framework — open source від Zend Technologies